# Adolph Christian Siemssen
Albert Adolph Christian Siemssen (* 2. Mai 1768 in Strelitz; † 17. Juni 1833 in Rostock) war ein deutscher Naturforscher. Er gründete im Jahr 1800 die Mecklenburgische Naturforschende Gesellschaft und gilt als „Vater der mecklenburgischen Tierkunde“.

## Leben
Adolph Christian Siemssen wurde als jüngerer Sohn des Justiz- und Amtsrats Johann Christian Siemssen (1732–1812) und dessen Frau Christina Sophia, geb. Elers, Tochter eines herzoglichen Rates, im (Teil-)Herzogtum Mecklenburg-Strelitz geboren. Er studierte an den Universitäten Bützow und Göttingen, u. a. bei Johann Friedrich Blumenbach. Anschließend wurde er Hauslehrer beim Drosten von Bülow auf Kritzow bei Schwerin. Am 9. Januar 1792 wurde Siemssen an der Philosophischen Fakultät der Universität Rostock nach Vorlage seiner Abhandlung Vorläufige Nachrichten von den Mineralien Mecklenburgs zum Magister promoviert. Gleichzeitig wurde ihm die Venia legendi erteilt, so dass er als Privatdozent an der Universität lehren konnte. Er hielt Vorlesungen zur Botanik, Mineralogie, Technologie, Ökonomie, Astronomie, Warenkunde sowie zu holländischen und dänischen Gedichten. Von 1796 bis 1828 war Siemssen zudem Lehrer an der Großen Stadtschule, einer Latein- und Bürgerschule.
Sein umfangreiches Schriftgut auf zahlreichen naturkundlichen Gebieten erschien unter anderem in der von ihm 1791 begründeten Zeitschrift Magazin für Naturkunde und Oekonomie Meklenburgs, in der Monatsschrift von und für Mecklenburg, deren leitender Redakteur er zeitweise war, und im Patriotischen Archiv der Herzogthümer Mecklenburg. Siemssens Hauptinteresse galt der naturgeschichtlichen Erforschung Mecklenburgs. Dafür legte er eine umfangreiche Naturaliensammlung an. Er pflegte aber auch die ihm von Heinrich Friedrich Link anvertraute akademische Sammlung, also das Naturalienkabinett, der Rostocker Universität. Im Jahr 1800 wurde auf maßgebliches Betreiben Siemssens die Mecklenburgische Naturforschende Gesellschaft gegründet, deren ständiger Sekretär er war. 1805 überführte er die Naturaliensammlung der Gesellschaft, die wohl vor allem seine eigene war, in die Sammlung der Universität. Nach seinem Tod im Jahr 1833 ging auch seine private Sammlung in den Bestand des akademischen Museums der Universität ein, darunter das heute einzige Fossil eines Ichthyosauriers in der zoologischen Sammlung der Universität Rostock.
Dass man ihn heute als „Vater der mecklenburgischen Tierkunde“ betrachtet, liegt daran, das er sich als Erster intensiv der Erforschung der Tiere seiner Heimat widmete. In seinen Schriften werden 18 heimische Säugetierarten erwähnt, kommentiert oder beschrieben. Er verfasste dazu kein zusammenhängendes Werk, sondern eine Reihe von Einzelbeiträgen, um Lücken zu schließen und Fehler zu korrigieren. Erstmalig bezog er die Meeressäuger mit ein, als er von Seehunden in der Warnow berichtete. Er kannte immerhin vier Fledermausarten und fünf Arten von Mäusen. In zwei Arbeiten beschäftigte er sich mit dem Aussterben von Wolf und Luchs in Mecklenburg. Weiterhin publizierte er zu den Vögeln und Fischen seiner Heimat, aber z. B. auch zu Quallen.

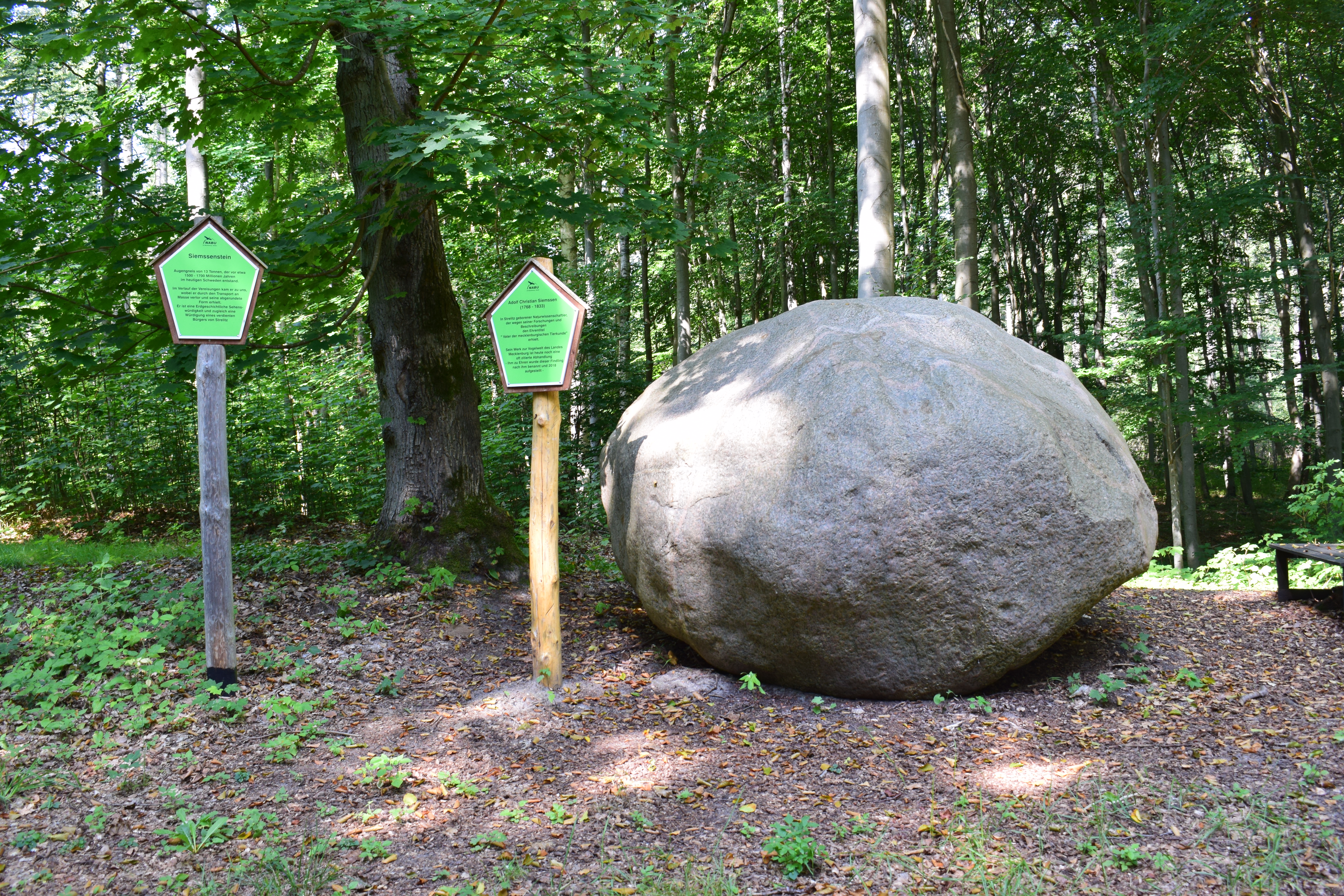
Der Siemssenstein im NSG Kalkhorst

In seiner Heimatstadt, die ohnehin seit reichlich einem Jahrhundert nach Neustrelitz eingemeindet und mit ihrer historischen Bausubstanz 1945 zu großen Teilen untergangen ist, erinnerte bis 2018 nichts mehr an den Naturforscher. Das väterliche „Weiße Haus“, in dem er aufgewachsen war, wurde im Zweiten Weltkrieg zerstört. Im Jahr seines 250. Geburtstags aber erklärte der Naturschutzbund Deutschland einen 13 Tonnen schweren Findling aus Augengneis, der aus der Kiesgrube Steinwalde nördlich von Neustrelitz in das Naturschutzgebiet Kalkhorst gebracht worden war, zum Gedenkstein für Adolph Christian Siemssen.

## Familiäres
Adolph Christian Siemssen war mit Ida, geb. von Bülow (um 1765–1823) verheiratet. Bekannt als Arzt und Armenarzt in Rostock ist sein Sohn Friedrich Siemssen (1802–1870).

## Werke (Auswahl)
- Beitrag zur Naturkunde Mecklenburgs. In: Monatsschrift von und für Mecklenburg. 1790, S. 623–636.
- Beitrag zur Lebensgeschichte des Herrn Gottlob Burchard Genzmer. In: Magazin für die Naturkunde und Oekonomie Meklenburgs. Band 1, 1791, S. 320–324 (uni-goettingen.de).
- Ueber den Wolf, dessen Jagd und gänzlichen Ausrottung in Mecklenburg. In: Magazin für die Naturkunde und Oekonomie Meklenburgs. Band 1, 1791, S. 54–78 (uni-goettingen.de).
- Vorläufige Nachricht von den Mineralien Mecklenburgs. Wilhelm Bärensprung, Schwerin 1792.
- Die Fische Meklenburgs. Stiller, Rostock und Leipzig 1794 (digitale-sammlungen.de).
- Handbuch zur systematischen Kenntniß der Meklenburgischen Land- und Wasservögel. Stiller, Rostock und Leipzig 1794 (digitale-sammlungen.de).
- Naturgeschichte der großen Tannenraupe nebst Anweisung zu deren Vertilgung. Wilhelm Bärensprung, Schwerin 1794 (digitale-sammlungen.de).
- Systematisches Verzeichniß der Mecklenburgischen Conchylien. Wilhelm Bärensprung, Schwerin 1794 (digitale-sammlungen.de).
- Die natürliche Geschichte des Luchses und seine Ausrottung im Vaterlande. In: Magazin für die Naturkunde und Oekonomie Meklenburgs. Band 2, 1795, S. 16–26 (uni-goettingen.de).
- Etwas über die räthselhaften gallertartigen Körper, welche in den Sommermonathen häufig an unserer Ostseeküste bemerkt werden. In: Magazin für die Naturkunde und Oekonomie Meklenburgs. Band 2, 1795, S. 200–212 (uni-goettingen.de).
- (mit Ludwig Peter Friedrich Ditmar): Systematische Uebersicht der Mineralogisch einfachen Mecklenburgischen Fossilien. Stiller, Rostock und Leipzig 1804 (uni-goettingen.de).
- Naturgeschichte des Hausschwammes, des Mauersalzes und des Mosaischen Häuser-Aussatzes. Stiller, Rostock und Leipzig 1809 (eingeschränkte Vorschau in der Google-Buchsuche).
- (mit Wenceslav Hanka): Uebersicht der meklenburgischen Ortschaften wendischen Ursprungs, welche nach einheimischen Naturkörpern benannt sind. In: Jahrbücher des Vereins für Mecklenburgische Geschichte und Altertumskunde. Band 6, 1841, S. 51–55 (lbmv.de).